# Будневич Віктор Георгійович

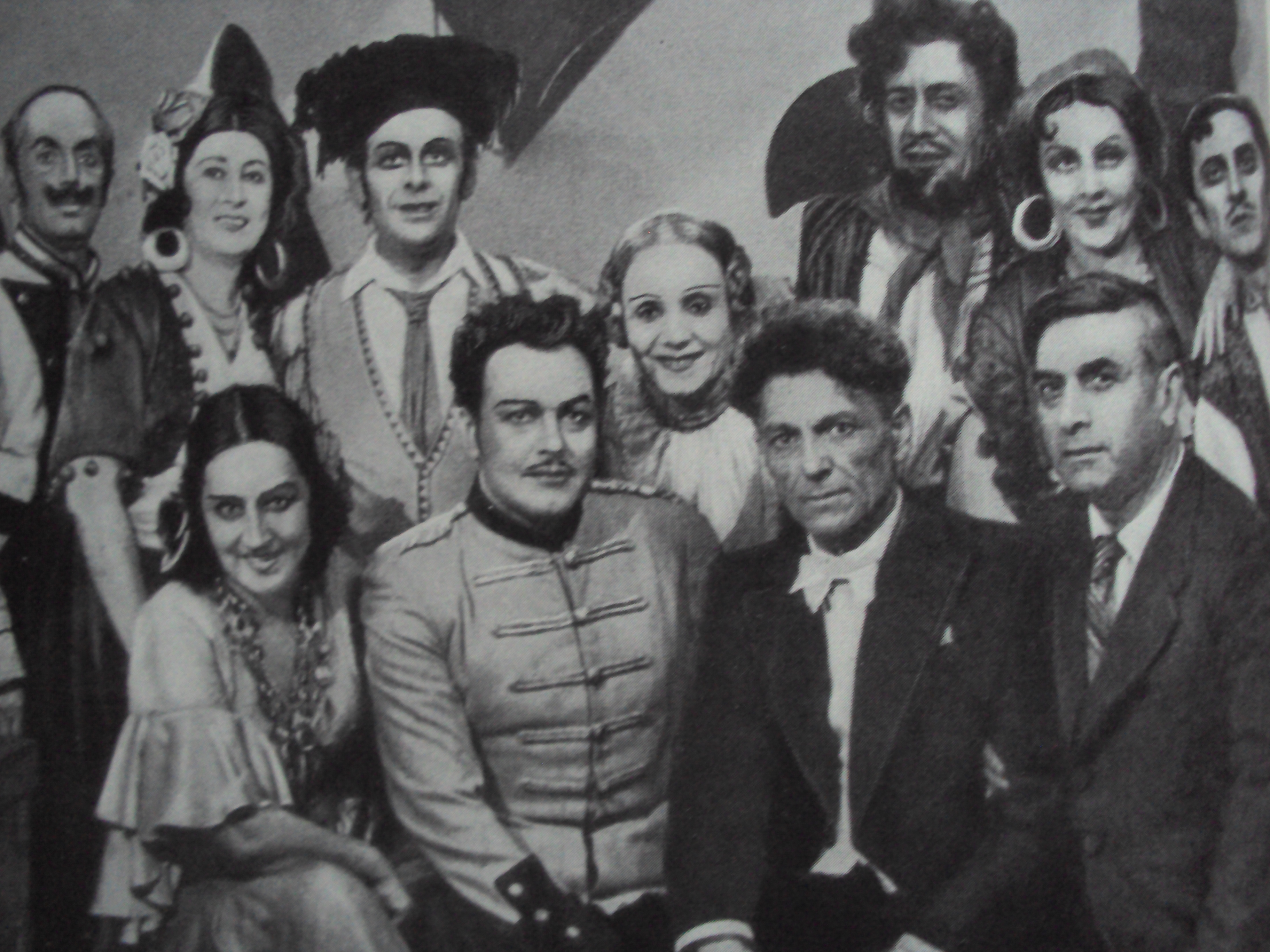
Режисер В.Г. Будневич (перший ряд, крайній праворуч) з диригентом В.Й.Пірадовим і вокальним складом опери " Кармен". Харківський театр опери та балету

Будневич Віктор Георгійович (*1889,с. Мечеть, Полтавської губернії Російської імперії — †20 жовтня 1957, Чернівці) — український співак (баритон), заслужений артист УРСР (з 1930).

## Біографія
Навчався в Музично-драматичній школі ім. М. Лисенка (1912—1914; клас В. Астаф'євої), учень професора Муравйової О.О., закінчив Київську консерваторію (1916, клас В. Цвєткова).
У 1917-18 роках  — соліст Казанської, 1918-20, 1921-22 роках— Одеської, 1920-21 — Ростовської, 1923-24 —  опери С . Зиміна (Москва), 1924-25 —  Свердловського, 1925-26  — Київського, 1922 -23, 1927-51 роках — Харківського театрів опери та балету. Чоловік співачки Харківської державної столичної опери Катерини Миколаївни Копйової (1895-1930).

## Вокальні та режисерські досягнення
Володів досить сильним і красивим голосом широкого діапазону, що дозволяв йому співати навіть басові партії.
Партії: Остап («Тарас Бульба» Лисенка), Ігор («Князь Ігор» Бородіна), Сусанін ( «Життя за царя» Глинки) , Демон, Віндекс («Демон», «Нерон» Рубінштейна), Онєгін, Мазепа («Євгеній Онєгін», «Мазепа» Чайковського) , Грязной («Царева наречена» Римського-Корсакова), Мельник («Русалка» Даргомижського), Ескамільо («Кармен» Бізе), Сен-Брі («Гугеноти» Мейєрбера), Телль («Вільгельм Телль»  Россіні), Амонасро («Аїда» Верді) . 
Відомі партнери: Копйова К., Гужова В., Кипоренко-Доманський Ю., Литвиненко-Вольгемут М.,  Паторжинський І, , Левицька А., Рейзен М.
У №2 "Театральної декади" за 1934 рік , С.4, розміщена рецензія Ю. Жегала на оперу «Кармен» в Харківському театрі опери та балету (постановка Липицького, оформлення Хвостова, актори – Левицька, Будневич, Кипоренко-Доманський)
Диригенти: Штейнберг Л., Пазовський А., Тольба В., Пірадов В.
У концертах виконував романси українських композиторів, зокрема Миколи Віталійовича Лисенка, на вірші поета.На польській фірмі «Сирена» у 1912 році записав кілька українських народних пісень («Без тебе, Олесю», «Ой не шуми, луже», «Ой я нещасний», «Сонце низенько» та ін. ).
З 1940 року —  режисер, з 1946 року — головний режисер Харківського театру опери та балету (нині — Харківський  національний академічний театр опери та балету імені М.В.Лисенка) . В 1945 році на сцені Харківського театру опери та балету імені Миколи Віталійовича Лисенка поставив оперу М. Вериківського «Наймичка» за однойменними творами Тараса Шевченка. 
Режисер вистав: «Наймичка» М. Вериківського (1945), «Кармен» Ж. Бізе (1947), «Казка про царя Салтана» М. Римського-Корсакова (1949), «В бурю» Т. Хрєнникова (1950), «Мазепа», «Пікова дама» П. Чайковського (обидві – 1951).
Художній  керівник Чернівецької філармонії (1951— 1957)(нині — Чернівецька обласна філармонія імені Дмитра Гнатюка). 
Наприкінці 20-х років ХХ сторіччя  подружжя співаків Харківської державної опери  — баритон В.Г.Будневич (1889-1957) та мецо-сопрано К.М.Копйова (1895-1930) стало кумирами  харківського фізика та завзятого театрала  Милославського Кирила Євгеновича  , творчості яких  він  присвятив декілька своїх альбомів та сторінки у монографії до 40 річчя Харківського театру опери та балету (1965).